# Tetraloniella simpsoni
Tetraloniella simpsoni är en biart som först beskrevs av Meade-waldo 1914.  Tetraloniella simpsoni ingår i släktet Tetraloniella och familjen långtungebin. Inga underarter finns listade i Catalogue of Life.